# John De Stoke
John De Stoke (... – XIV secolo) è stato un militare e religioso inglese, membro dei Cavalieri templari.

## Biografia
Durante le persecuzioni dell'Ordine dei Templari, intorno al 1311, una testimonianza decisiva di Stephen de Stapelbrugge, comportò per qualche ragione, anche il cedimento di altri importanti templari.
Tra questi, importante era John de Stoke, già stato in precedenza il tesoriere del Tempio di Londra e, in quanto tale, figura vicina alla casa reale di Edoardo I e poi Edoardo II. È pertanto stato il grado più elevato tra i templari inglesi a confessare le proprie eresie. Nello specifico, pare confessò un'affermazione del Gran Maestro Jacques de Molay, secondo la quale Gesù non aveva origini divine ma poiché proclamava di averle, fu per questo crocifisso. Sulla base di questo, secondo Stoke, il Gran Maestro de Molay gli ordinò di rinnegare Gesù secondo la concezione della Chiesa di quel tempo.
Rappresentò per tanto un'importante occasione per la Chiesa da sfruttare nella persecuzione alle eresie imputate all'Ordine dei Templari.